# Breno Lopes (calciatore 1990)
Breno Gonçalves Lopes, noto semplicemente come Breno Lopes (Itacarambi, 28 settembre 1990), è un calciatore brasiliano, difensore svincolato.

## Caratteristiche tecniche
È un terzino sinistro.

## Carriera
È cresciuto nelle giovanili del Brasília.